# مورگان گریفین
مورگان گریفین (به انگلیسی: Morgan Griffin) (زاده ۴ ژوئن ۱۹۹۲) بازیگر استرالیایی است.
از فیلم‌های معروف او می‌توان به بازی در فیلم های سن آندریاس ، جزیره نیم اشاره کرد.